# Comtat de Toulonjon
El comtat de Toulonjon fou una jurisdicció feudal de França que apareix esmentat també com Toulougeon, Toulongeon o Tolonge a causa del fet que la família borgonyona dels Toulonjon estava dividida en moltes branques. La capital fou Alonne, després rebatejada Toulonjon.
Teòfil Amedi, germà del comte Filibert de Gramont (vegeu Ducat de Gramont) va rebre en morir el pare la senyoria de Mucidan i es va casar amb Carlota, senyora de Toulongeon, que havia heretat del seu pare Claudi de Clermont. Teòfil va morir el 1597 i de la seva muller Carlota (en va tenir una altra) va tenir una filla anomenada Margarida, casada amb Joan, senyor i després vescomte de Duràs (Durazzo) que va morir abans. L'herència va passar al seu nebot Antoni II comte de Gramont i Guixa (que el 1643 serà fet duc), que fou elevat a comte, i va portar el títol però més tard va passar a una altra família. El comtat va desaparèixer amb la revolució el 1789. El posseïdor actual és el cavaller de Vergennes.